# Gymnasium Schaffe

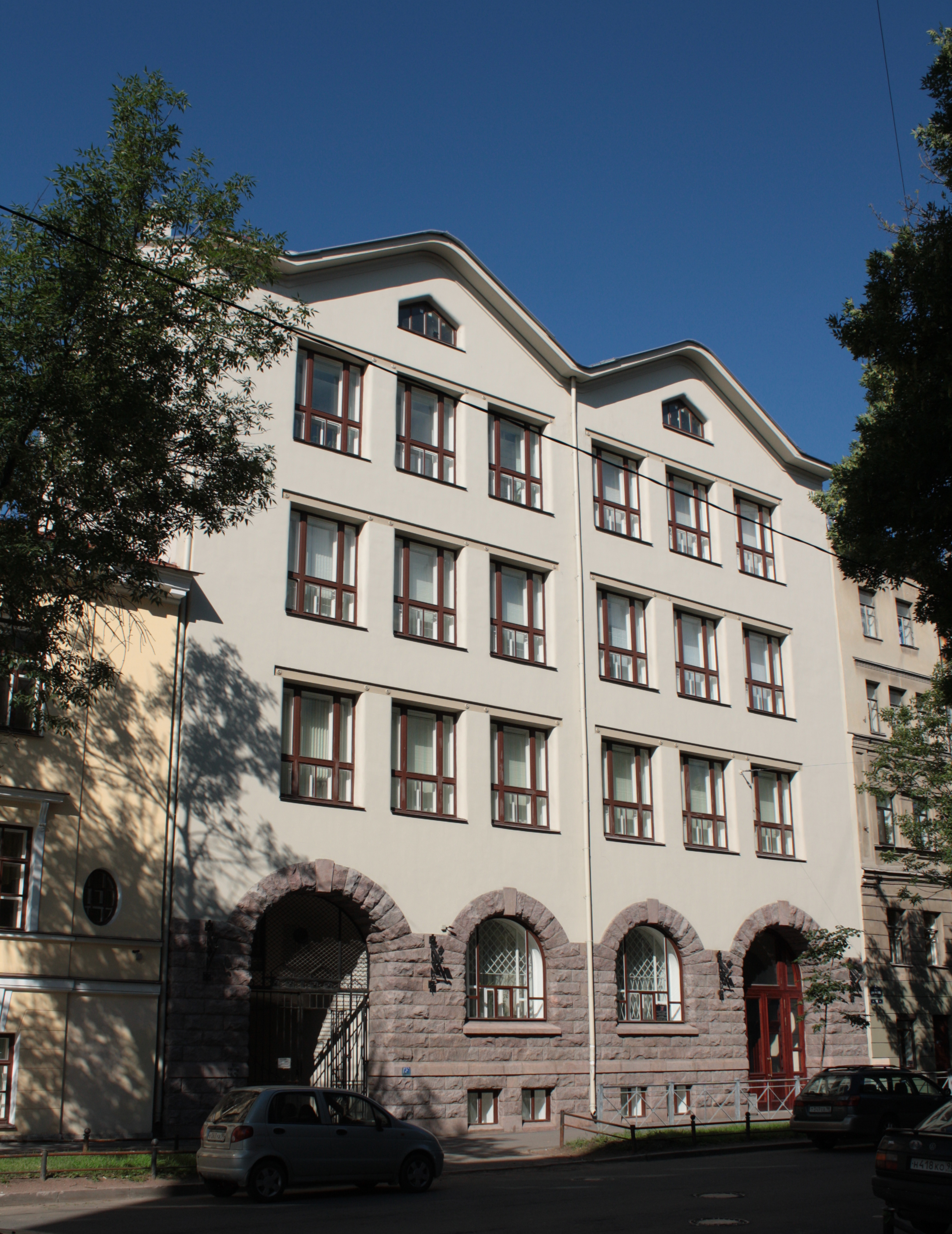
Façade en 2011

Le gymnasium Schaffe (Гимназия Э. П. Шаффе) est un ancien établissement d'enseignement secondaire de jeunes filles situé à Saint-Pétersbourg qui a laissé la place aujourd'hui à l'école n°21.

## Historique
Emilia Pavlovna Schaffe (1827-1906), membre d'une famille allemande de Saint-Pétersbourg, ouvre le 15 janvier 1858 une pension pour jeunes filles sous l'appellation en langue française de « Maison d'Éducation ». Elle s'inspire en effet des grandes éducatrices françaises de la première moitié du XIXe siècle. Elle dirige l'établissement jusqu'à la fin de ses jours. L'établissement devient rapidement  l'un des meilleurs de Saint-Pétersbourg pour les jeunes filles et s'éloigne de l'atmosphère pesante des pensions de jeunes filles de l'époque où règne une discipline quasi-militaire. Au contraire, Emilia Schaffe tient à préserver un esprit de famille qui est la marque de l'établissement. Elle envoie ses élèves visiter les musées et ne suit pas à la lettre les manuels d'enseignement de l'époque.
Il n'y a qu'une dizaine d'élèves les deux premières années. En 1866, elle ouvre une petite classe de onzième primaire pour les petits garçons. C'est la première à utiliser de grandes images colorées pour les leçons. En fait elle s'inspire de l'esprit de Fröbel (1782-1852) pour l'enseignement des petites classes enfantines et n'hésite pas à envoyer en Allemagne une de ses anciennes élèves pour étudier le système des classes de fin de Kindergarten (jardin d'enfants) équivalent à la douzième et à la onzième (cours préparatoire) et de les adapter en Russie. C'est ainsi qu'elle ouvre ensuite auprès de l'école, l'un des premiers jardins d'enfants de Saint-Pétersbourg. La pension Schaffe est accréditée par le système officiel en 1869. Elle est la première à ouvrir des cours de physique, d'algèbre et de géométrie. En 1882 l'école devient un lycée - ou Gymnasium - de jeunes filles et cesse d'être un établissement privé. Cependant Emilia Schaffe continue de le diriger.
Les dernières jeunes filles de la promotion 1916-1917 quittent la pension pour les vacances d'été dans ses temps troublés où la monarchie est tombée. La rentrée d'octobre n'a pas lieu à cause des événements. Les bolchéviques fusionnent quelques mois plus tard le lycée de jeunes filles avec le lycée de garçons Karl May, l'enseignement étant désormais devenu mixte. Il devient l'école n°206 en 1925 et en 1935, l'école moyenne n°5. En 1964, l'établissement est renommé en école n°21, nom qu'il porte toujours aujourd'hui. Une partie des locaux a été cédée à un centre linguistique.

## Architecture
L'établissement se trouve à l'angle du Bolchoï prospekt (littéralement « grande perspective ») - qui traverse l'île Vassilievski - et de la 5e ligne de l'île Vassilievski. Un premier édifice est construit dans les années 1880, l'ancien qui était un immeuble d'habitation n'étant pas fonctionnel selon les normes éducatives en vigueur. Il donne au n°17 du Bolchoï prospekt avec une annexe au 16 de la 5e ligne.  L'édifice actuel à deux pignons est construit après la mort d'Emilia Schaffe à la demande de son fils adoptif et héritier. Il est bâti en 1907 selon les plans de l'architecte Carl Schmidt dans un style moderne très laconique, avec déjà une ouverture vers le constructivisme. L'intérieur est fonctionnel avec des carreaux de faïence. Le grand vestibule d'entrée est décoré de fenêtres à vitrail.

## Anciennes élèves
- Valida Delacroix, promotion de sortie 1917[2]
- Elena Jernstedt (1888-1942), helléniste et archéologue[3], sœur de Piotr Jernstedt
- Elena Vereïskaïa (1886-1966), auteur de littérature enfantine, fille de l'historien Nikolaï Kareïev
- Lolla Lanzhof (Braz), amie de Lioubov Blok (née Mendeleïeva), épouse du peintre Ossip Braz[4]
- Catherine Lanceray, fille de Léon Benois
- Lioubov Blok, née Mendeleïeva[5]
- Maria Mendeleïeva-Kouzmina (1886—1952), promotion de sortie 1905[6]
- Élisabeth Schwede (1894-1980)[7],[8]
- Maria Chtchetinina (née le 30 mars 1852) — promotion de sortie 1868[9]

C'est ici qu'étudièrent également les filles de Kisseliov, d'Avenarius, d'Alfred Böhm et de la famille Tiesenhausen.

## Enseignants
- Emilia Schaffe (allemand et catéchisme luthérien)[10]
- Ivan Greaves (histoire; 1884-1889)
- Inna Kovalevskaïa (histoire, membre du conseil de patronage)[11]
- Vassili Korabliov (russe, à partir de 1897)
- Varvara Mertsalova (russe, 1883-1897)
- Alexandre Netchaïev (géographie)
- Teresia Ritter (allemand et géographie, 1883-1909)
- Anna Campé (arithmétique, et surveillance des classes; 1883-1912)[12]

## Coordonnées
59° 56′ 25″ N, 30° 17′ 03″ E

## Source
- (ru) Cet article est partiellement ou en totalité issu de l’article de Wikipédia en russe intitulé « Гимназия Э. П. Шаффе » (voir la liste des auteurs).